# Rhododendron aureum
Rhododendron aureum är en ljungväxtart. Rhododendron aureum ingår i släktet rododendron, och familjen ljungväxter.

## Underarter
Arten delas in i följande underarter:
- R. a. aureum
- R. a. hypopitys

## Bildgalleri

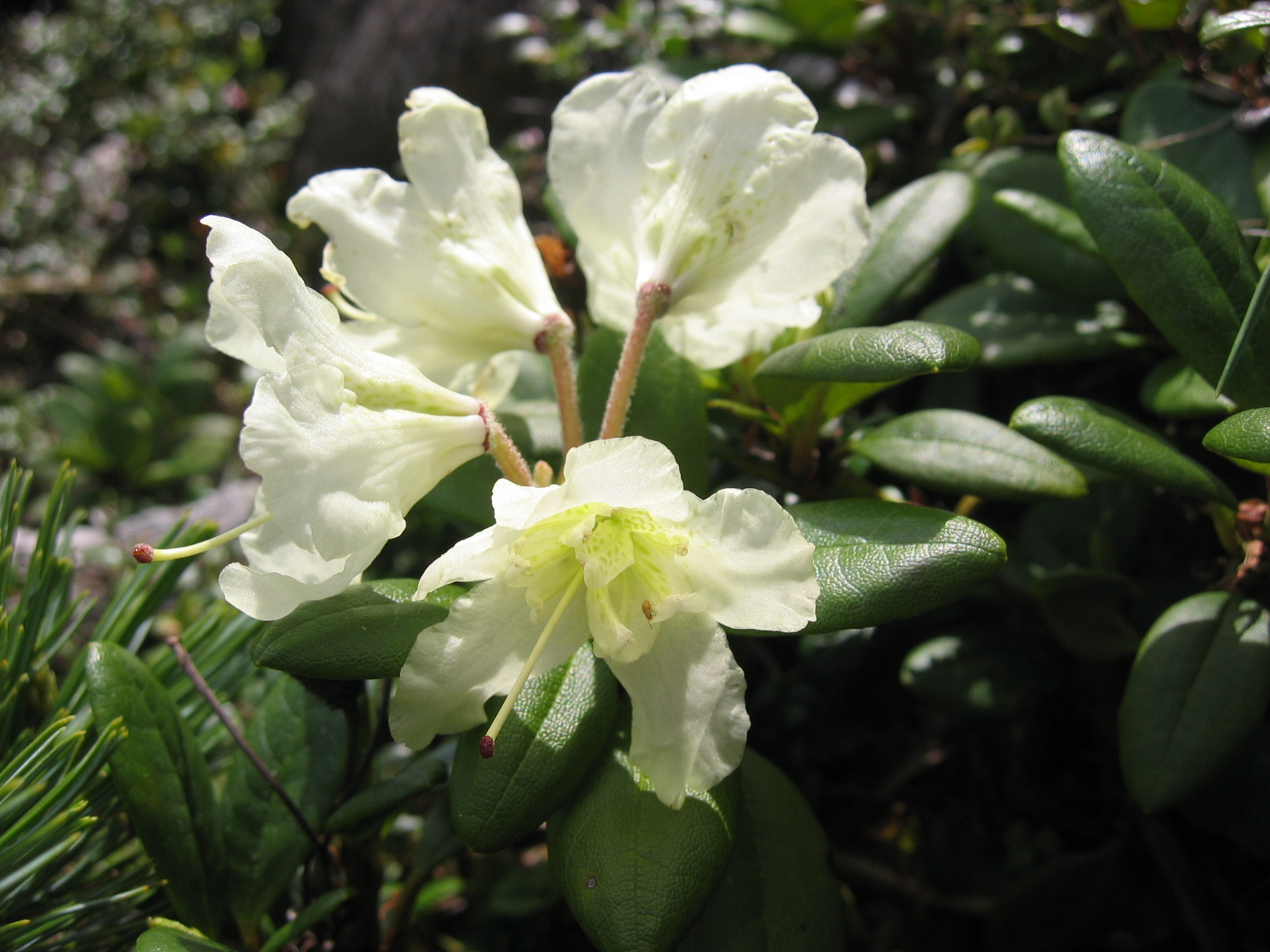
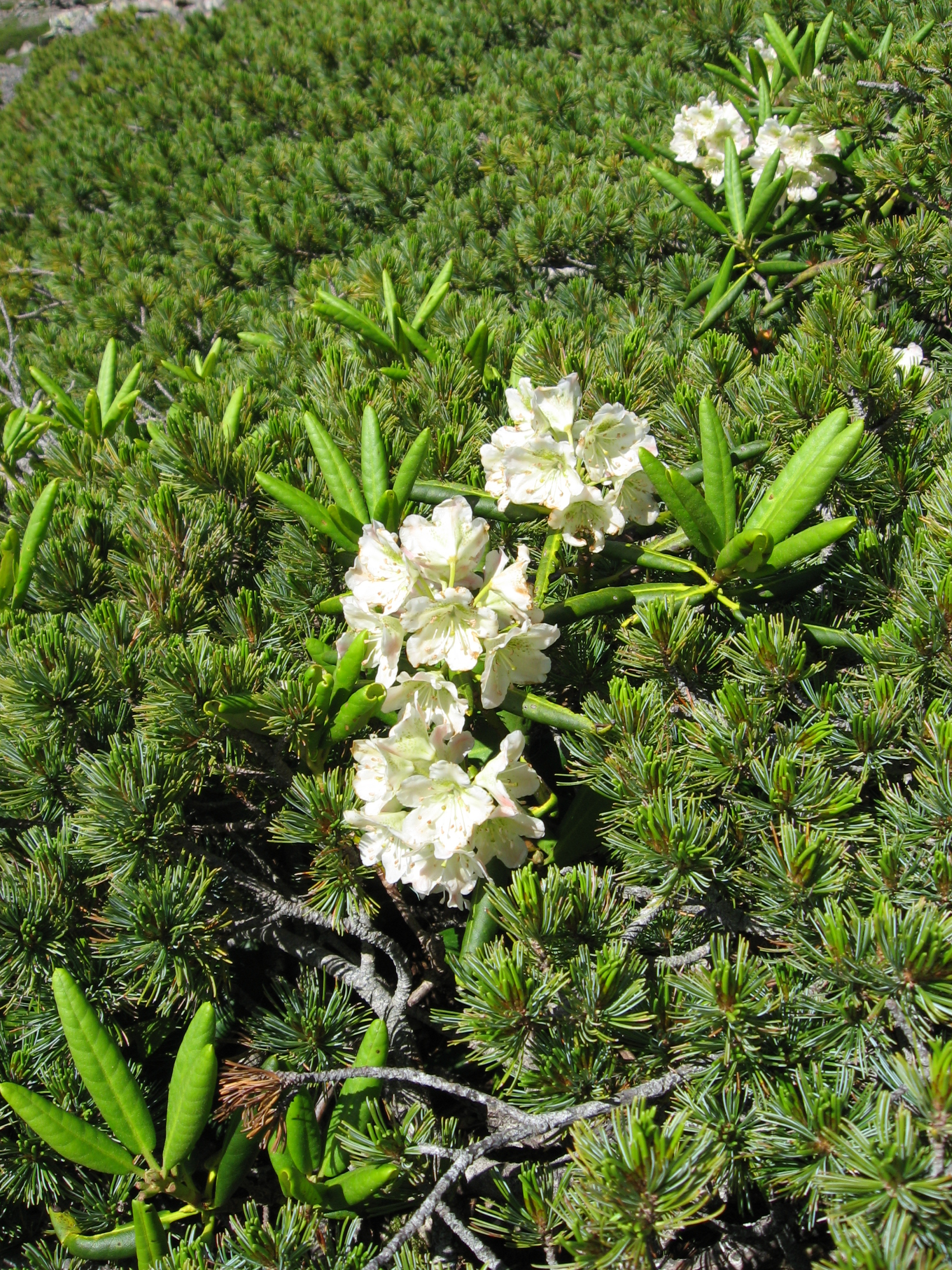
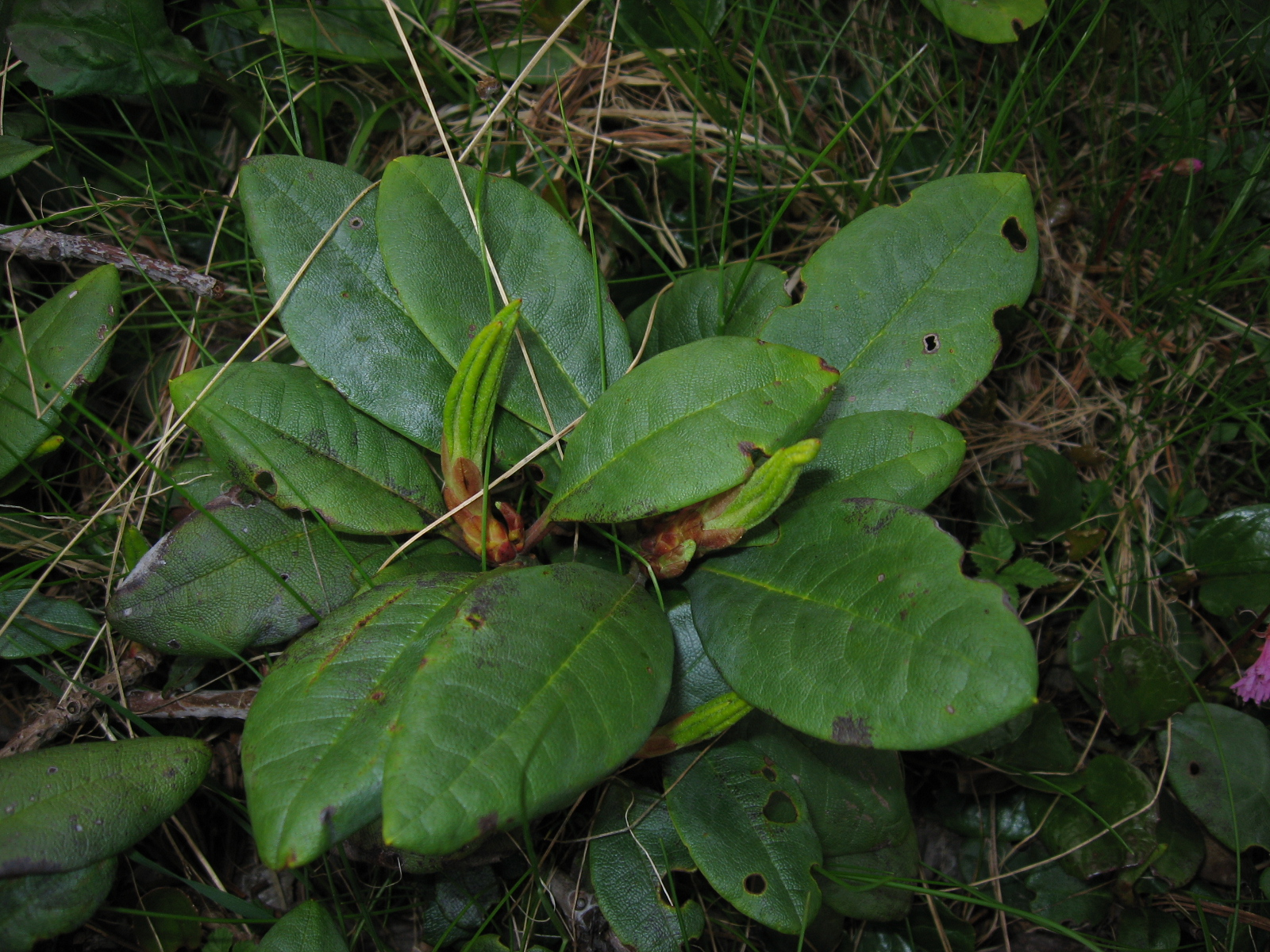
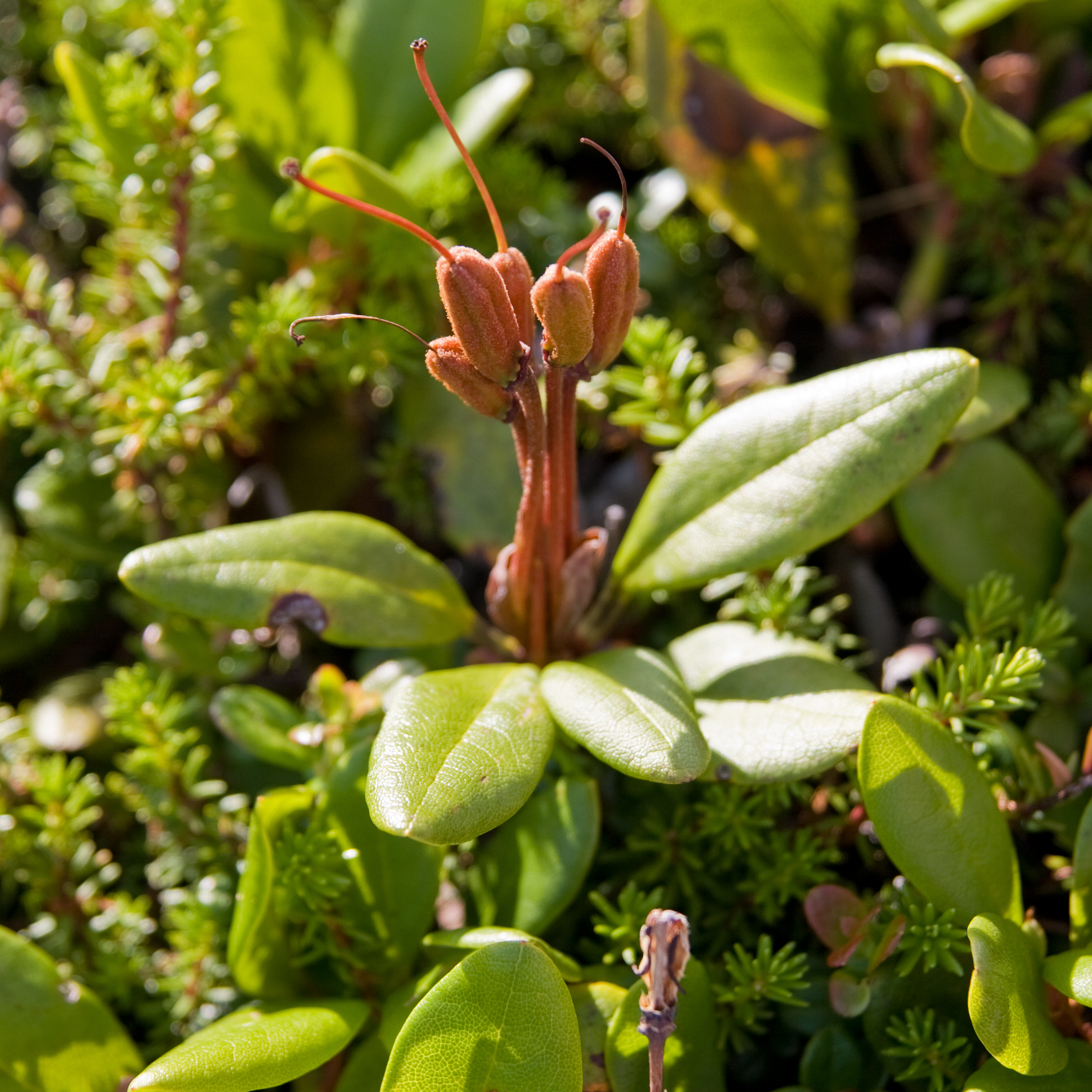
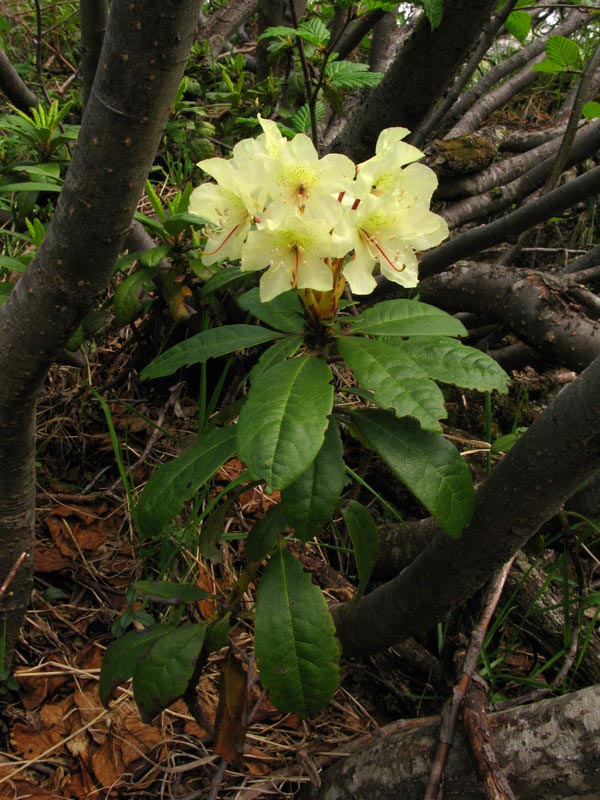
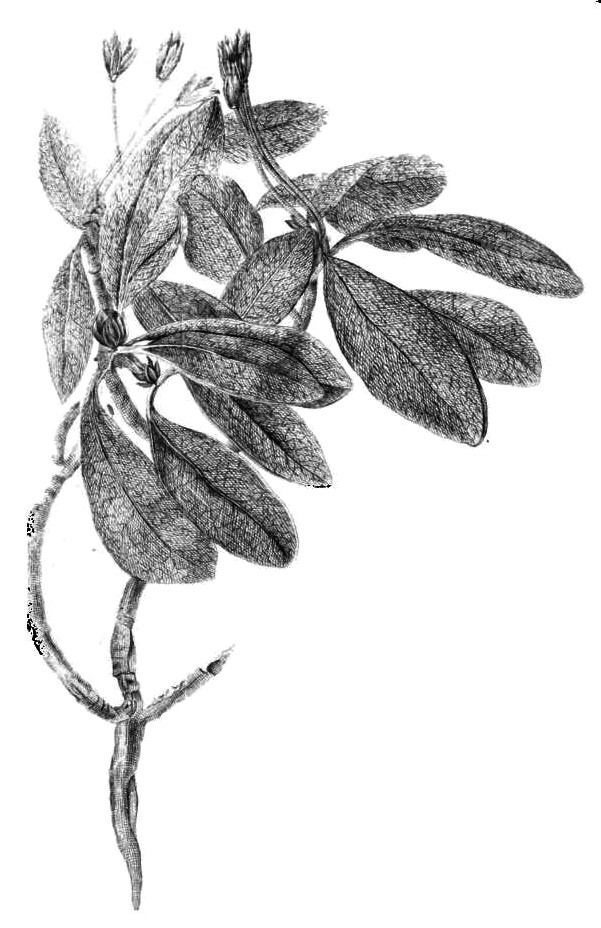